# Вулиця Євгена Коновальця (Тернопіль)
Вулиця Євгена Коновальця — вулиця в 10-му мікрорайоні міста Тернополя.
Розпочинається від проспекту Степана Бандери, перетинається з вулицею Іллі Рєпіна, пролягає на північ, згодом — на північний захід до кільця на проспекті Злуки, де й закінчується.
Прилучаються вулиці Бойківська та Михайла Вербицького.
Забудова — багатоповерхова.
За радянських часів мала назви — вулиця Пензенська та вулиця Кантемирівців. Нинішня назва, на честь українського військового та політичного діяча Євгена Коновальця.

## Транспорт
Наприкінці вулиці розташована зупинка громадського транспорту, до якої курсує автобусний маршрут № 36.

## Установи
- Тернопільський відділ № 1 Державної міграційної служби України (вул. Євгена Коновальця, 6)

## Інфраструктура
- Відділення «Ощадбанку» та «ПриватБанку» (вул. Євгена Коновальця, 4)
- Відділення «Justin» (вул. Євгена Коновальця, 5)
- Відділення «Укрпошти» (вул. Євгена Коновальця, 8)
- Тернопільське районне відділення поліції ГУНП (вул. Євгена Коновальця, 12)

## Комерція
- Продуктові магазини «Ківі», «Апельсин» та інші
- Ветеринарна клініка «Хатіко-3» (вул. Євгена Коновальця, 14)